# 滑鐵盧日
滑鐵盧日（英語：Waterloo Day）是6月18日，1815年滑鐵盧戰役的日子。英國陸軍的一些軍團每年都會紀念和慶祝這個日子，就像英國皇家海軍慶祝特拉法加日（10月21日）一樣。